# Areni-1
Areni-1 (en arménien : Արենի-1) est une grotte située près du village d'Areni, le long de la rivière Arpa, dans la région de Vayots Dzor, en Arménie. Cette grotte est un site archéologique qui a livré une chaussure datée du Néolithique et un pressoir à vin de la même époque.

## Présentation

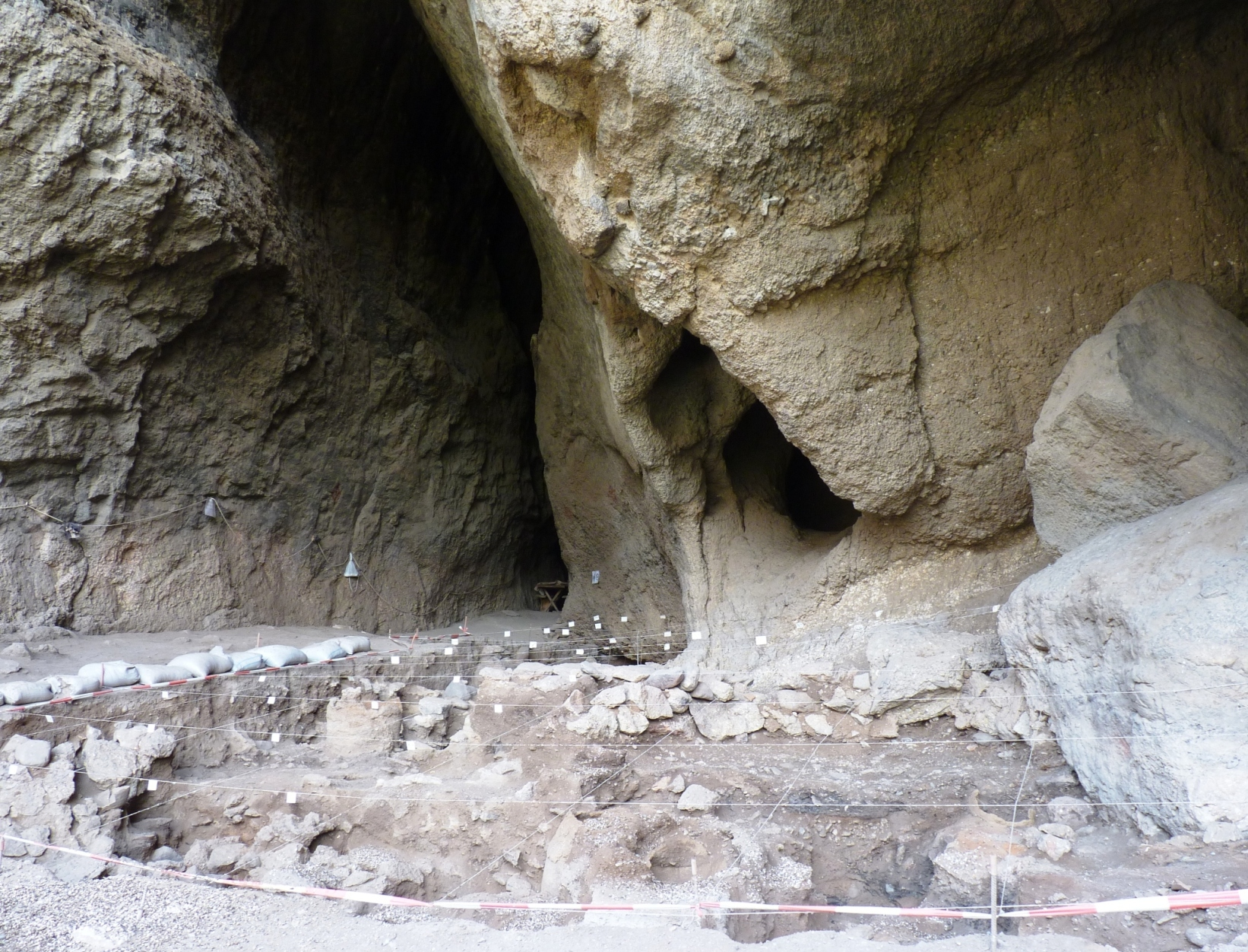
Fouilles à l'entrée de la grotte Areni-1

Le site néolithique Areni-1 a livré depuis 2008 un certain nombre d'artéfacts notables. La plus remarquable de ces découvertes est celle de la chaussure Areni-1, vieille de plusieurs milliers d'années.

## Chaussure Areni-1
La chaussure Areni-1 est une chaussure en cuir vieille de 5 500 ans, trouvée en 2008 sur le site Areni-1. Cette chaussure, en excellent état, figure parmi les plus anciennes connues à ce jour. Son âge dépasse de quelques centaines d'années celle d'Ötzi, momie préhistorique trouvée dans les Alpes. On a toutefois trouvé des sandales vieilles de quelque 10 000 ans dans l'Oregon, aux États-Unis.
La découverte de la chaussure Areni-1 est le fait d'une équipe internationale dirigée par Boris Gasparyan, archéologue de l'institut d'archéologie et d'ethnologie de l'académie nationale des sciences d'Arménie.

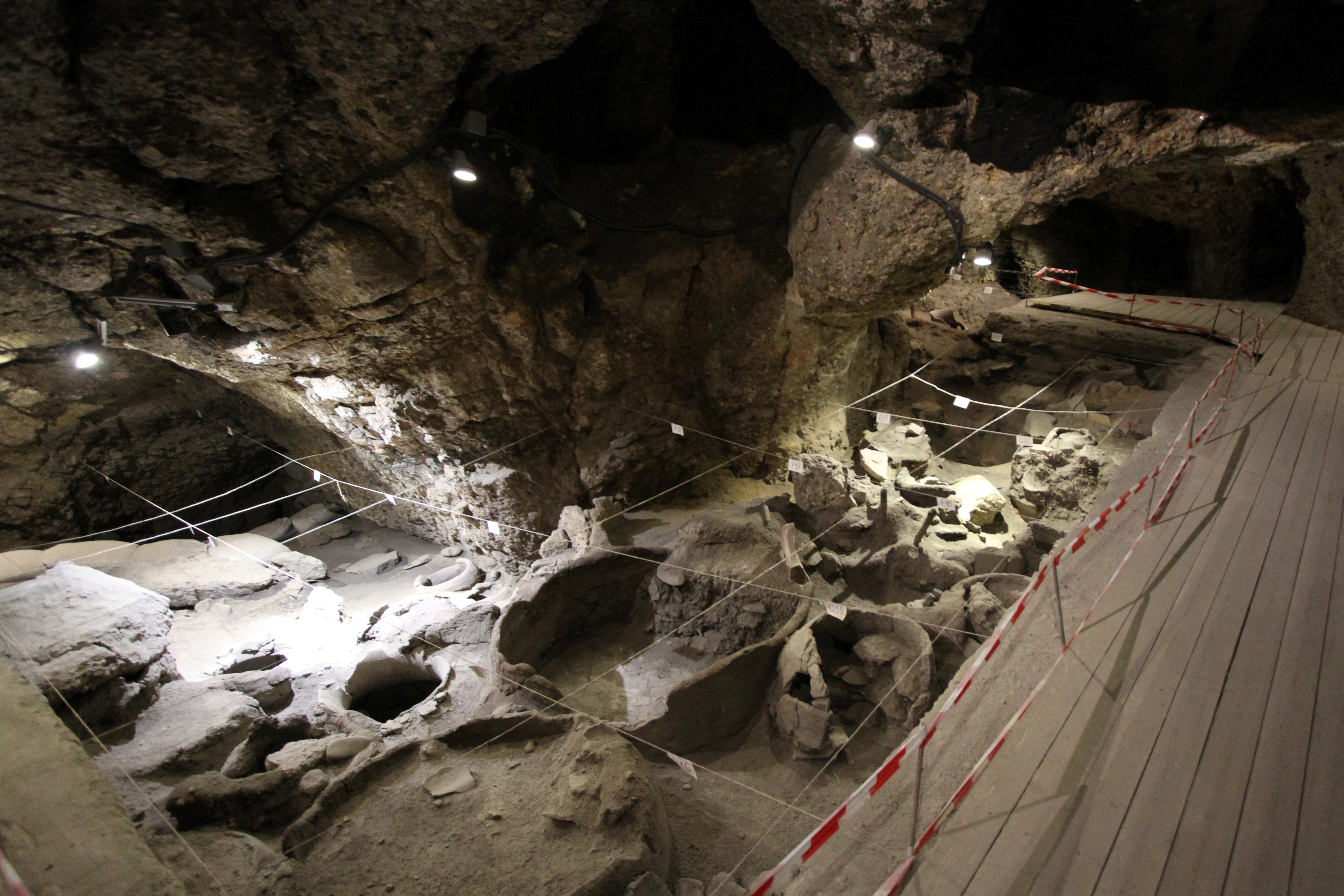
Ensemble de vinification trouvé à Areni-1

## Vinification
Les fouilles ont mis au jour dans la grotte un chai pour la vinification vieux de 6 100 ans, comprenant un pressoir rudimentaire et une cuve d'argile entourés de pépins de raisin, de fragments de vigne desséchés et des restes de raisins pressés, ainsi que des tessons de poterie et même une tasse et un bol de boisson.